# Markt Taschendorf
Markt Taschendorf település Németországban, azon belül Bajorországban. Lakosainak száma 1041 fő (2023. december 31.). Markt Taschendorf Burghaslach és Münchsteinach községekkel határos.

## Népesség
A település népessége az elmúlt években az alábbi módon változott:
| Lakosok száma | 487  | 493  | 983  | 960  | 1004 | 993  | 1003 | 1007 | 1008 | 1041 |
|               | 1875 | 1950 | 1975 | 1987 | 2012 | 2014 | 2016 | 2017 | 2021 | 2023 |